# Миасс (старый вокзал)
Миа́сс (ста́рый вокза́л) — первое здание железнодорожного вокзала построенного на станции Миасс (первоначально Міассъ, ныне Миасс I) при продлении Самаро-Златоустовской железной дороги от Златоуста до Миасского завода (ныне город Миасс) в 1891 году. Объект культурного наследия — памятник архитектуры.
Фундамент и стены из камня, площадь ≈ 211,5 м². Первоначально включал 3 зала ожидания, багажное отделение, буфет, почтовое отделение, телеграф, «дамскую комнату».
С постройкой нового железнодорожного вокзала станции, в нескольких километрах северо-западнее от старого, здание выведено из эксплуатации по прямому назначению, а возле вокзала оборудован остановочный пункт Миасс III.

## Интересный факт
Первые два-три года своего существования железнодорожная станция не имела устойчивого названия. В источниках она называлась и как Миас, и как Миасс — по расположенному вблизи неё Миасскому заводу. Тот, в свою очередь, был назван по реке Миасс, традиционно до 1910-х годов писавшейся с одной буквой «с» (Миас, Мияс), но не имевшей фиксированного названия. Официальное, устойчивое название ж/д станция получила в 1894 году. С ориентацией на название ж/д станции в 1910-е годы возникла вторая «с» сначала у одноимённого гидронима (реки Миасс), а с 11 ноября 1919 года — у города Миасс.